# Экспертный знак
Экспе́ртный знак, или знак эксперти́зы, — оттиск именного штампа признанного эксперта, проставляемый на обратной (клеевой) стороне изученной экспертом почтовой марки или рядом либо под знаком почтовой оплаты на целых и цельных вещах в рамках системы обозначений экспертизы.

## Описание
Цель экспертного знака — либо подтверждение подлинности знака почтовой оплаты, либо указание на фальсификацию или подделку. Экспертный знак обычно изготовляется из металла. Оттиски ставятся стойкой к смыванию водой или бензином и к истиранию краской. На экспертном знаке может быть указана фамилия (полностью, иногда сокращённо) или факсимиле эксперта. Следует отличать экспертные знаки от гарантийных знаков.
Результаты проведённой экспертизы марки определяют место проставления, положение и направление экспертного знака на обороте марки. Схемы расположения экспертных знаков публикуются во многих каталогах почтовых марок, в филателистических словарях и справочниках.
Известны случаи, когда были подделаны сами экспертные знаки.

## Система экспертных знаков
Система экспертных знаков до сих пор ещё не устоялась в международной практике. Однако преимущественное положение занимает система, предложенная около 1930 года немецким экспертом Генрихом Кёлером (нем. Heinrich Köhler; 1881—1945, Берлин, Висбаден, [Брюль]), который среди прочего принимал участие в экспертной деятельности Союза филателистов Украины.
|  |  |

### Основные положения системы
- Без зубцов и надпечатки.
- Без зубцов с надпечаткой.
- С просечкой, без надпечатки.
- С просечкой и надпечаткой.
- С зубцами и без надпечатки.
- С зубцами и с надпечаткой (экспертные знаки на чистых и гашеных марках ставится соответственно с правой или с левой стороны).
- Образцы марок, не выпущенные в обращение марки, пробные марки, эссе, марки с гашением чернилами (экспертные знаки ставятся на основной линии, но не по углам, а в центре марки, с соблюдением надлежащего направления).
- Повреждённые, подвергшиеся косметическому ремонту, отремонтированные марки (экспертные знаки ставятся в зависимости от степени повреждения с большим или меньшим отступом от основной линии, но в том же направлении, что и при основных положениях).
- На отремонтированных марках возможно проставление дополнительного знака «гер.» или цифра 4 в круге[3].

### Дополнительные знаки
В определённых случаях вместе с именным знаком эксперта ставятся дополнительные экспертные знаки:
- Знак «FALSCH» ставится на полных и частичных фальшивках всех видов, включая фальшивые надпечатки, фальшивую зубцовку и фальшивые штемпели (за исключением фальшивок в ущерб почте).
- Знак «ND» или «Neudruck» ставится на официальных новоделах.
- Знак «Nachdruck» («репринт») ставится на официальных допечатках[3].

Аналогично почтовым маркам экспертные знаки ставятся на целых и цельных вещах.